# تري سيمونز
تري سيمونز (بالإنجليزية: Tre Simmons)‏ مواليد 24 يوليو 1982 في سياتل، واشنطن، هو لاعب كرة سلة أمريكي. بدأ مسيرته الاحترافية في سنة 2005. يلعب في الدوري الفرنسي لكرة السلة الدرجة الأولى. يحمل الرقم 13. يبلغ طوله 6 قدم 5 بوصة (2.0 م).

## المسيرة الاحترافية
لعب مع سي بي غران كناريا في الدوري الإسباني في موسم 2006–2007، ثم لعب مع مكابي تل أبيب لكرة السلة في موسم 2008–2009، ثم لعب مع نادي نيمبورك لكرة السلة من سنة 2010 إلى 2012، ثم لعب مع نادي كراسني كريليا لكرة السلة في موسم 2012–2013، ثم لعب مع نادي نيمبورك لكرة السلة من سنة 2013 إلى 2015.

## روابط خارجية
- تري سيمونز على موقع الدوري الأوروبي لكرة السلة (الإنجليزية)
- تري سيمونز على موقع الدوري الإسباني لكرة السلة (الإسبانية)
- تري سيمونز على موقع كرة السلة الأوروبية.كوم (الإنجليزية)
- تري سيمونز على موقع كلية كرة السلة في سبورتس رفرنس.كوم (الإنجليزية)
- تري سيمونز على موقع ريلجم (الإنجليزية)
- تري سيمونز على موقع بروبوليرز (الإنجليزية)
- تري سيمونز على موقع سبورتس رفرنس (الإنجليزية)